# Immeuble Nouïtchev
L'immeuble de rapport Nouïtchev est un immeuble de Samara en Russie, inscrit au patrimoine architectural. Il a été construit en 1902-1904 selon les plans de l'architecte Mikhaïl Kviatkovski et se trouve rue de Samara au n° 149, à l'angle de la rue Rabotchaïa (ex-rue de la Poste). C'est un objet du patrimoine culturel d'intérêt local qui fait partie des bâtiments remarquables de Samara de style Modern (nom de l'architecture Art Nouveau en Russie).

## Histoire
Cet immeuble de rapport est construit pour l'entrepreneur Alexeï Nouïtchev à l'angle de la rue de Samara et de la rue de la Poste et c'est la première œuvre de Kviatkovski conçue à Samara. Le rez-de-chaussée est occupé jusqu'en 1911 par la filiale de Samara de la banque foncière des paysans et de la banque foncière de la noblesse. Les étages supérieurs sont loués à partir de 1904 pour accueillir un établissement d'enseignement secondaire privé tenu par les sœurs Kharitonov venues de Saint-Pétersbourg. Il devient en 1914 le gymnasium municipal de Samara et après la Révolution d'Octobre l'école n° 25, puis à partir de 1998 le lycée technique de Samara,,.

## Particularités architecturales
L'immeuble se rapporte au style Modern des débuts. Il est richement décoré de toutes sortes de stucs, parmi lesquels se détachent des figures répétitives de papillons et d'éléphants. Des papillons couronnent les fenêtres du rez-de-chaussée, semblables à des clefs de voûte, et des têtes d'éléphants sont placées dans les interstices entre les fenêtres. En outre, le décor du bâtiment présente des fleurs, des masques de démons, de grands vases, des atlantes. une partie de ces éléments disparaît dans les années 1980, lorsque des travaux de restauration sont menés et que certains détails sont ôtés de la façade sans que l'on puisse les retrouver après les travaux. Il faut attendre 2017-2018 pour qu'une restauration d'ensemble lui fasse retrouver son lustre d'antan.

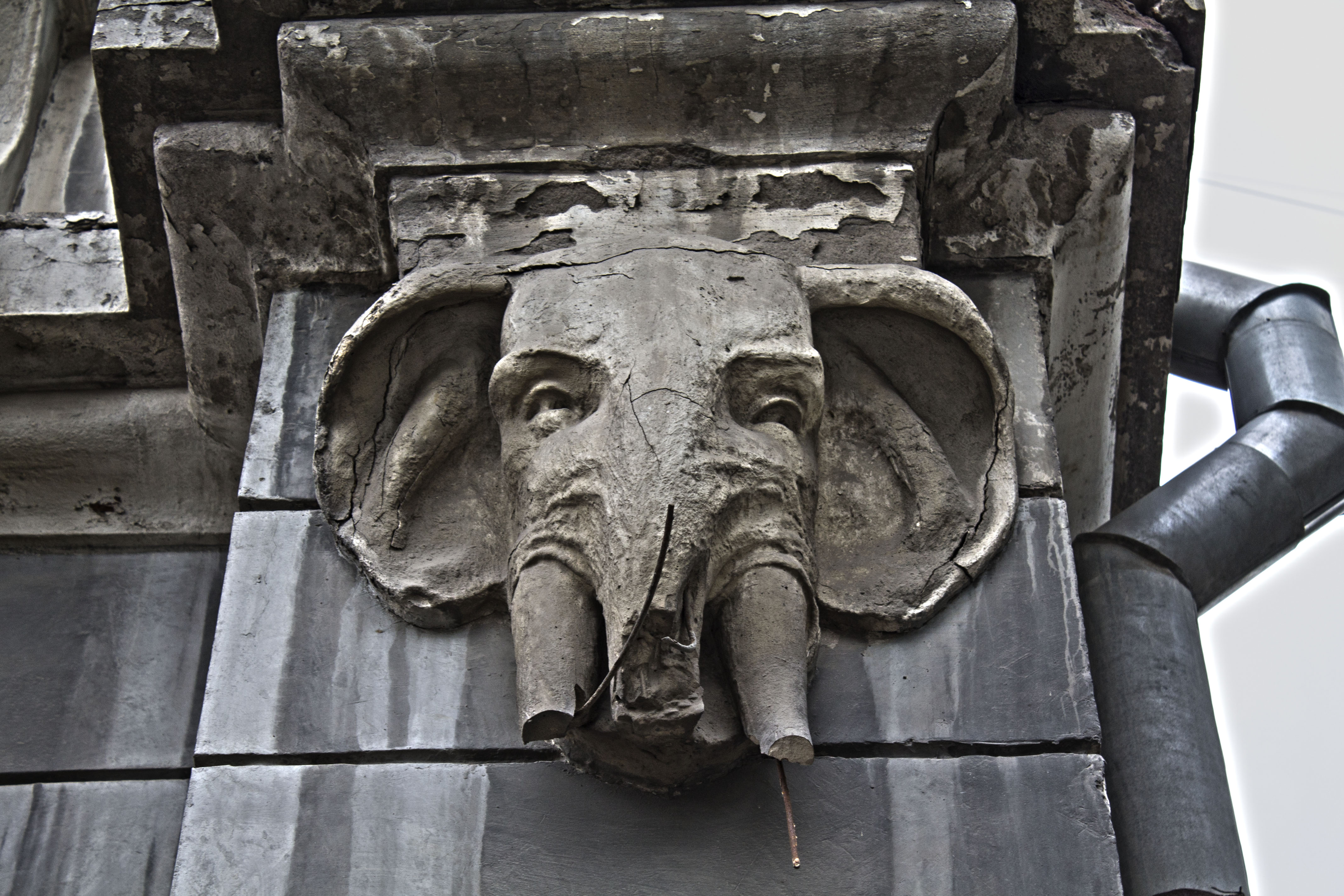
Détail d'une tête d'éléphant.
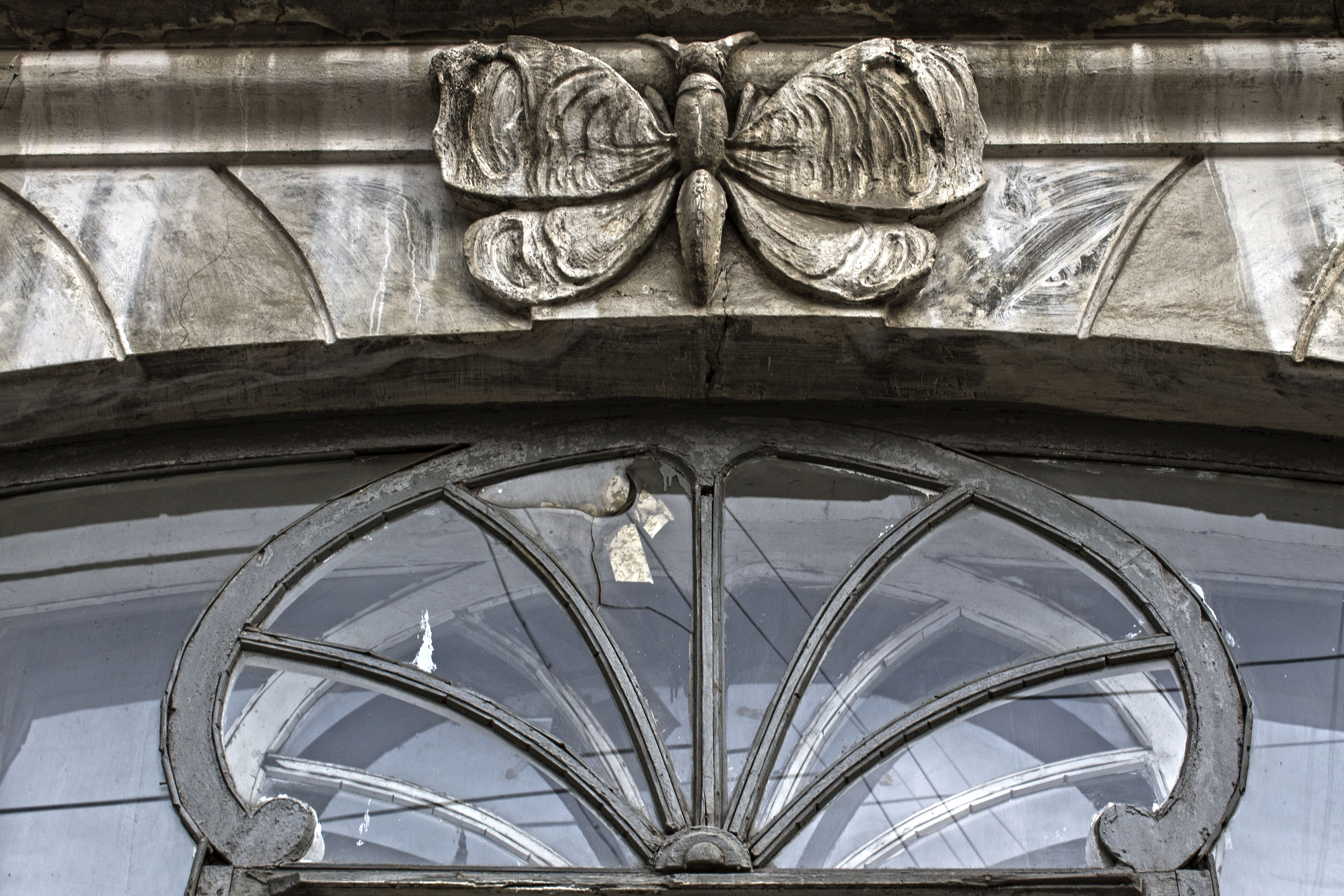
Détail d'un papillon.